# أتلتيكو مدريد موسم 2006–07
كان موسم 2006–07 هو الموسم الـ101 في تاريخ أتلتيكو مدريد والموسم السبعين في الدوري الإسباني، الدرجة الأولى لكرة القدم الإسبانية. ويغطي الفترة من 1 يوليو 2006 إلى 30 يونيو 2007. مع التعاقد مع النجم الشاب سيرخيو أغويرو، بالإضافة إلى ماريانو بيرنيا وراؤول غارسيا، في صفقة قياسية للنادي، نجح أتلتيكو في تكرار إنجاز أغويري الأخير الذي قاد أوساسونا إلى دوري أبطال أوروبا. وكانت النتيجة النهائية 60 نقطة، وهي أفضل حصيلة من النقاط في خمسة مواسم من عودة الليغا، رغم أن هذا لم يكن كافيا حتى للتأهل لكأس الاتحاد الأوروبي، وهو ما أدى إلى رحيل قائد الفريق فرناندو توريس إلى ليفربول، وهو الانتقال الذي تسبب في غضب بين الجماهير. وكان هذا الموسم هو الموسم الوحيد الذي لعبه مع سيرخيو أغويرو.
كان موسم 2006–07 هو الموسم الأخير لأتلتيكو دون المشاركة في أي مسابقة أوروبية.